# Leptocera discalis
Leptocera discalis är en tvåvingeart som först beskrevs av Malloch 1912.  Leptocera discalis ingår i släktet Leptocera och familjen hoppflugor. Inga underarter finns listade i Catalogue of Life.